# وزارة الخارجية والمغتربين (فلسطين)
وزارة الخارجية والمغتربين الفلسطينية هي الوزارة المسؤولة عن العلاقات الخارجية الدبلوماسية مع الدول الأجنبية بدولة فلسطين.

## الوزراء المُتعاقبون
| # | الاسم                         | صورة | الحزب         | الفترة                       |
| - | ----------------------------- | ---- | ------------- | ---------------------------- |
| 1 | نبيل شعث                      |      | فتح           | أبريل 2003 – فبراير 2005     |
| 2 | ناصر القدوة                   |      | فتح           | فبراير 2005 – مارس 2006      |
| 3 | محمود الزهار                  |      | حماس          | 20 مارس 2006 – 14 يونيو 2007 |
| 4 | زياد أبو عمرو                 |      | مستقل         | مارس 2007 – يونيو 2007       |
| 5 | سلام فياض                     |      | الطريق الثالث | يونيو 2007 – يوليو 2007      |
| 6 | رياض المالكي                  |      | مستقل         | يوليو 2007 – 2024            |
| 7 | محمد عبد الله محمد مصطفى      |      | مستقل         | 31 مارس 2024 – 23 يونيو 2025 |
| 8 | فارسين أوهانس فارتان أغابيكان |      | مستقل         | 23 يونيو 2025 – لا تزال      |

## المهام
أولًا: في مجال التحرك السياسي الخارجي
1. وضع المواقف التفصيلية في إطار السياسة الخارجية المُحَدَّده إزاء أيٍّ من القضايا، ووضع الخطط، وتحديد الآليات والخطوات اللازمة لتنفيذها.
2. عرض المـوقف السياسي الفلسطينـي في مجـال الصراع الفلسـطيني الإسرائيلي وشرحه وتوضيحه وترويجه للرأي العام العالمي وللمحافل السياسية والدبلوماسية، وإبراز الجهود الفلسطينية المبذولة، والمواقف الفلسطينية المُتَّخذة في إطار عملية السلام على مختلف مسارات التفاوض وأطره، من أجل تحقيق الأهداف الوطنية الفلسطينية والإقرار بالحقوق الوطنية والإنسانية للشعب الفلسطيني المكفولة بموجب القوانين والأعراف الدولية.
3. العمل على تعميق العلاقات الفلسطينية - العربية، والتوصل إلى موقف عربيٍّ مُوَحَّدٍ داعمٍ للموقف الفلسطيني، والإسهام الجدي في تعزيز العمل العربي المشترك، وتطوير مؤسسته الأولى جامعة الدول العربية وتعزيز دورها.
4. العمل على توطيد العلاقة الفلسطينية مع الدول الإسلامية ومنظمة المؤتمر الإسلامي، وكذلك مع دول حركة عدم الانحياز، والعمل على تعزيز دور هذه الحركة، وتوطيد العلاقة الثنائية مع جميع الدول الصديقة في جميع أنحاء العالم.
5. تعميق الاتصالات الثنائية، وعلاقات الصداقة والتعاون، مع دول أوروبا الغربية والشرقية ومع الدول المتقدمة، والدول الصاعدة.
6. تحسين العلاقة مع العدد الصغير من الدول التي لم تتخذ بعد، ولو جزئياً، موقفاً مؤيداً للقضية الوطنية الفلسطينية وللموقف السياسي الفلسطيني، والعمل على تطوير العلاقة مع هذه الدُّول بما يخدم المصالح الفلسطينية.
7. المساهمة في وضع الخطط الاستراتيجية وتحديد المواقف التفاوضية مع ججإسرائيلدد، وتنفيذها، وتوفير ما يلزم من دعم وخبرات قانونية وفنية لتسهيل عمل المفاوض الفلسطيني في هذا الإطار.
8. المحافظة على مواقف الأمم المتحدة ومنظماتها حول مختلف جوانب القضية الفلسطينية والعمل على تطوير هذه المواقف، والاستمرار في استصدار القرارات اللازمة في هذا المجال سواء من مجلس الأمن، أو من الجمعية العامة، أو من كليهما.
9. تمثيل فلسطين في جميع المنظمات والتجمعات التي تنتمي إليها، وفي جميع المؤتمرات واللقاءات الرسمية الدولية والإقليمية ذات الصلة، وذلك بالتنسيق مع الجهات الفلسطينية المعنية الأخرى، وبحسب ما هو ملائم.
10. المشاركة الفعالة في الأنشطة والفعاليات الدولية، وفي الجهود الدولية حول مختلف القضايا التي تهم العالم، وبلورة موقف فلسطيني ايجابي من هذه القضايا والعمل الدؤوب على الإعلاء من شأن القانون الدولي في جميع المجالات.
11. العمل على توسيع دائرة الاعتراف الدَّولي بدولة فلسطين، والسَّعي لتمكين فلسطين من العضوية الكاملة في هيئة الأمم المتحدة.

ثانيًا: في مجال العلاقات الاقتصادية الدولية والتعاون الدولي
1. تطوير العلاقات الاقتصادية الفلسطينية مع دول العالم وتنشيطها، وذلك بالتنسيق مع السفارات والبعثات الفلسطينية في الخارج ومع الوزارات والهيئات المعنية.
2. تشجيع تدفق الاستثمارات الخارجية إلى فلسطين، وذلك بتقديم ما يلزم من تسهيلات ومعلومات وبيانات تُساعد على اتخاذ القرار، والإجابة عن أي أسئلة أو استفسارات ذات صلة وذلك بالتنسيق التام مع الجهات المعنية.
3. تنظيم مؤتمرات اقتصادية تتعلق بدراسة الأوضاع الفلسطينية ومجالات التعاون المختلفة وعقد الاتفاقيات الاقتصادية الثنائية، وذلك بالتنسيق مع الجهات الفلسطينية المعنية.
4. رئاسة اللجان الفلسطينية الثنائية والمشتركة المعنية بإقامة، وتنظيم، العلاقات الدولية الثنائية والمتعددة في جميع المجالات.
5. تنشيط التبادل التجاري بجميع صوره وآلياته، والحثُّ عليه وتشجيعه (الاتفاقيات، المعارض، المؤتمرات) وذلك تنفيذاً لبنود الاتفاقات الموقعة.
6. توفير المنح والمقاعد الجامعية والدورات التدريبية للطلبة الفلسطينيين على مختلف المستويات الأكاديمية، وتنفيذ ذلك من خلال وزارة التعليم العالي الفلسطينية وغيرها من الجهات الفلسطينية المعنية، والإسهام في فتح آفاق التعاون وتبادل الخبرات والكفاءات العلمية والفنية بين الجامعات والمؤسسات العلمية الفلسطينية ومثيلاتها في الخارج.
7. العمل على فتح مجالات العمل للفلسطينيين في مختلف الدول.
8. تشجيع السياحة الأجنبية بما فيها السياحة الدينية والمقدسة، وذلك بالإفادة مما تمثله فلسطين لجميع الديانات السماوية، وبالتنسيق مع وزارة السياحة الفلسطينية ومع المؤسسات الفلسطينية المعنية.
9. تفعيل دور فلسطين في حوار الحضارات باعتباره حواراً بين الأديان المتعدِّدة والثقافات المختلفة في العالم ينهض على الإقرار بما تنطوي عليه التعدُّدية من ثراء وغنى.
10. العمل على تطوير العلاقات الثقافية والتبادل الثقافي مع دول العالم، ومع المنظمات الدولية ذات العلاقة، وعلى رأسها منظمة اليونسكو، والمنظمة العربية للتربية والثقافة والعلوم، والمنظمة الإسلامية للتربية والعلوم الثقافية، وذلك بتقديم مقترحات تتعلَّق بتطوير هذه العلاقات ومتابعتها من خلال الدوائر المعنية في الوزارة، وبالتعاون والتنسيق مع وزارة الثقافة الفلسطينية وغيرها من الوزارات والهيئات ذات الصِّلة.
11. المشاركة في الندوات والمؤتمرات التي تعقدها الدَّول والمؤسسات المانحة في جميع دول العالم، وذلك بالتعاون مع ممثلين لوزارات أخرى ذات صلة، وبقصد تحقيق أكبر فائدة ممكنة للشعب الفلسطيني من تلك الندوات والمؤتمرات الدولية للدول المانحة.
12. إجراء المباحثات وعقد الاتفاقيات باسم فلسطين، بهدف تأمين الدعم المادي والفني اللازم لتلبية الحاجات الطارئة والإنسانية ووللإسهام في إعادة الإعمار، وفي دعم موازنة السلطة الوطنية الفلسطينية، وتمويل خطط التنمية البشرية والتنمية المستدامة في فلسطين، وذلك بالتنسيق والتعاون مع جميع الوزارات المعنية، وفي ضوء المبادئ والسياسات والمعايير المعتمدة من قبل مجلس الوزراء الفلسطيني، والقيادة الفلسطينية.
13. تمثيل فلسطين في المؤتمرات السنوية، وفي الاجتماعات الدورية للدول المانحة محليا ودوليا.
14. تمثيل فلسطين في مؤتمرات واجتماعات مجموعة الدول 77 والصين، والمنظمات والتجمعات الدولية ذات الصلة، وكذلك في المؤتمرات الدولية المتخصصة.

ثالثًا: في مجال المغتربين واللاجئين
1. إنشاء قاعدة معلومات شاملة لمختلف المجالات والمناحي عن وجود المغتربين واللاجئين الفلسطينيين خارج الوطن، والعمل باستمرار على تحديث هذه القاعدة، وتسهيل عملية الإفادة منها.
2. إنشاء قنوات اتصال وتوثيق عُرى التواصل والترابط مع الجاليات الفلسطينية ورعاية تنظيماتها وتأطير جهودها لزيادة تأثيرها السياسي والاقتصادي والاجتماعي في الدول التي تقيم فيها، بما يحقق خدمة الوطن، وينتصر لقضاياه، ويسهم في مراعاة مصالحه وتحقيقها.
3. حثِّ رأس المال الفلسطيني في الخارج على الإسهام في بناء الاقتصاد الوطني، وتشجيعه على استثمار الأموال في مشاريع تنمية المجتمع الفلسطيني.
4. تقديم ما يلزم من خدمات وتسهيلات للجاليات الفلسطينية، والعمل الوثيق مع السفارات والبعثات الفلسطينية، وتنسيق الجهود الرسمية والشعبية لرعاية هذه الجاليات والحفاظ على مصالحها، وتمكينها من أداء واجباتها الوطنية، والتنسيق في ذلك مع الوزارات والهيئات المعنية.
5. تزويد الجاليات الفلسطينية بالمعلومات والبيانات عن كافة نواحي الحياة الاقتصادية والاجتماعية والثقافية والسياسية داخل الوطن، والعمل على تنشيطها وتفعيل دورها في العمل الفلسطيني وذلك باعتبارها جزءاً لا يتجزأ من الشعب الفلسطيني وامتداداً له.
6. دعم التواصل والترابط بين أبناء الشعب الفلسطيني في الشتات، وتعميق انتمائهم للوطن من خلال المشاركة في إحياء المناسبات الوطنية، وإقامة المعارض الثقافية والفنية، بالتنسيق مع الجهات المعنية.
7. العمل على تحسين الأوضاع المعيشية لأبناء الشعب الفلسطيني في المخيمات الفلسطينية في كافة أماكن تواجدها في الداخل والخارج، وذلك بالتنسيق مع الدول التي يقيمون فيها، ومع الهيئات والمنظمات الدولية ذات العلاقة.
8. تنسيق الجهود في جميع المحافل الدولية من أجل وضع الخطط التي تكفل الوصول إلى حلٍّ عادل لقضية اللاجئين يلتزم قرارات الشرعية الدولية، والعمل على تنفيذ هذه الخطط.

رابعًا: في مجال تطوير السِّلك الدبلوماسي
1. اعتماد قانون السِّلك الدبلوماسي، وهيكلية الوزارة، ووضع لوائح منظمة للعمل في كافة المجالات.
2. تثبيت تقاليد العمل الصحيحة، وتعزيز ثقافة عمل ايجابية تستند إلى الانضباط الذاتي، والعمل الجاد، والمحاسبة، والاهتمام بالمصداقية، وفوق كل ذلك الالتزام الوطني والسياسي.
3. تنمية الموارد البشرية للوزارة من خلال استقطاب كفاءات شابة متميزة وتعيينها في أول السلم الوظيفي، وذلك باعتماد سياسة واضحة للتوظيف والاختيار تتأسَّس، ضمن ما تتأسس عليه من معايير وآليات، على مسابقاتٍ تخلو من أي تمييز وتستند إلى مبدأ تكافؤ الفرص. وكذلك من خلال إعداد برامج للتدريب الدبلوماسي والقنصلي الفلسطيني، والعمل، بشكل منظم وعادل، على تحسين ظروف معيشة موظفي الوزارة سواء داخل مقراتها في الوطن أو في مقار السفارات والبعثاث والمكاتب الخارجية.
4. وضع الموازنات الجارية، بما في ذلك البدلات المضافة لرواتب أعضاء السلك الدبلوماسي في المقر وفي السفارات، وذلك بالتنسيق مع الجهات المعنية. والحصول على الموافقات اللازمة لاعتماد هذه الموازنات وملحقاتها من قبل مجلس الوزراء الفلسطيني، والمجلس التشريعي الفلسطيني، والشروع في تنفيذ الصرف من خلال الوزارة مباشرة.
5. الإشراف على عمل البعثات الدبلوماسية الفلسطينية ومتابعته، وتزويد هذه البعثات بالمعلومات اللازمة، والتوجيهات الضرورية، وتلقي تقارير مستمرة عن أنشطتها وأعمالها.
6. تطوير وضع السلك الدبلوماسي الفلسطيني في الخارج، وتنفيذ القانون الخاص بالتدوير، وإجراء ما يلزم من تعيينات وتنقلات اللازمة، وتنسيب السفراء، بالتنسيق مع الجهات المعنية، إلى الرئيس لاعتمادهم وتنفيذ احكام القانون الخاص بالتقاعد.
7. التوسع في تطبيق نظام التمثيل غير المقيم فيما يخص علاقاتنا الخارجية، وإعادة النظر في الوجود المقيم لبعض البعثات على نحو يحقق توازناً أفضل.
8. الإشراف على اعتماد السفراء والممثلين لدى السلطة الوطنية الفلسطينية ودولة فلسطين، وتنظيمه.
9. تنظيم العمل القنصلي وتطويره، وإنشاء أقسام قنصلية جديدة في السفارات والبعثات الفلسطينية في الخارج، ولا سيما في الدول التي تُوجد فيها جاليات فلسطينية كبيرة.
10. تنظيم عمل الملحقيات في السفارات وتطويره وتنسيق عملها بالاتفاق مع الوزارات والمؤسسات الفلسطينية المعنية، والعمل على تطبيق القوانين واللوائح الخاصة بها.
11. الإشراف على تنظيم زيارات الوفود الرسمية الأجنبية على المستوى الوزاري وعالي المستوى.
12. الإشراف على منح جواز السفر الدبلوماسي الفلسطيني وتجديده.